# アーサー・フット
アーサー・ウィリアム・フット（英: Arthur William Foote、1853年3月5日 - 1937年4月8日）は、アメリカ合衆国の作曲家。
ペインやチャドウィック、パーカー、エイミー・ビーチと並ぶ「第二次ニューイングランド楽派」の作曲家の一人。とりわけ室内楽創作の面から、アメリカ合衆国におけるクラシック音楽の発展を基礎付けた一人と看做されている。ハーバード大学で最初に音楽学の学位を取得した人物としてアメリカ音楽史上にその名を残しており、19世紀末のアメリカ人作曲家には珍しく、若いうちにヨーロッパで作曲の研鑽を積んだことがなかった。 

## 生涯と作風
魔女狩りで有名なマサチューセッツ州セイラムにおいて、ジャーナリストの家庭に生まれる。母親がフットの幼児期に急死したため、父親によって育てられた。祖先は船乗りで音楽家はおらず、フット本人も幼少期に楽才があった、あるいは音楽的関心があったという証拠は残されていない。
1867年からボストンで個人教師にピアノや和声を学んだ後、1870年にハーバード大学への入学資格を得て、ジョン・ノウルズ・ペインに対位法・フーガ・作曲を学ぶ。1874年に卒業後、一時帰郷。翌年よりピアノ教師として活動を開始。1876年にバイロイトを訪れ、ワーグナー作品の上演に接している。帰国後はボストンで教会オルガニストを勤めるかたわら、フリーランスの作曲家や教師として活動を続けた。2冊の和声論を上梓しており、かつてはアメリカの音楽教育者や音楽学生に、音楽理論家として知られていた。
フットは保守的な作曲家であり、自ら「ワーグナーには感動させられるが、その作品に学ぶべきものがあると感じたことはないし、ドビュッシーの初期作品を認められるようになったのも遅かった」と述懐している。フットが作曲家として最も尊敬したのはブラームスであり、とりわけ、いわゆる「ブラームスの後期小品集」に対して賞賛の念を惜しまなかった。
音楽的な趣味が保守的なものであったため、フットが同時代のヨーロッパにおける新音楽の流れについていくことはなく、作風においても、ロマン主義音楽の伝統をかたくなに墨守することをよしとしていた。しかもフット自身の作風は、根本的に折衷的であり、しばしば作曲の手本としたヨーロッパやアメリカの作曲家が垣間見えるといった弱点も持っていた。主な影響は、メンデルスゾーン、シューマン、チャイコフスキー、ドヴォルザークなどである。後には、チャドウィックやマクダウェルの影響のもとに、ゆっくりした楽章においてアメリカ民謡を思わせる旋律やリズム法を好んで用いるようになった。
若い頃には、旋律の変化に乏しく、転調がぎこちなく、ややもすれば感傷に傾きやすいなどのきらいがあったが、後年のいくつかの代表的な室内楽曲（《ピアノ五重奏曲》、《チェロ・ソナタ》、《夜曲とスケルツォ》など）では、そのような欠点が克服されている。この他多数のオルガン曲と歌曲も作曲しているが、オペラと交響曲は作曲していない。
1890年代後半からフェノロサらの影響で、ボストンの識者、とりわけハーバード大学の卒業生の間で異国趣味が流行すると、これに乗じて《オマル・カイヤームの「ルバイヤート」による性格的小品集》を作曲した。ボストンにて没した。

## 主要作品

### 管弦楽曲
- 交響詩《山岳にてIn the Mountains 》（1886年）
- 交響的プロローグ《フランチェスカ・ダ・リミニ》作品24（1890年）
- 弦楽合奏のためのセレナーデ ホ長調 作品25
- 管弦楽組曲ニ短調 作品36（1895年）
- オマル・カイヤームの「ルバイヤート」による6つの性格的小品 作品48（1904年）
- 弦楽合奏のための組曲ホ長調 作品63（1907年）
- 弦楽合奏のためのエアとガヴォット（作品番号なし、）

### 室内楽曲
- ピアノ五重奏曲イ短調 作品38（1897年）
- ピアノ四重奏曲ハ長調 作品23（1890年）
- ピアノ三重奏曲 第1番 ハ短調 作品5（1882～84年）
- ピアノ三重奏曲 第2番 変ロ長調（作品番号なし？、1907～08年）
- 弦楽四重奏曲 第1番 ト短調 作品4（1882～83年）
- 弦楽四重奏曲 第2番 ホ長調 作品32（1893年）
- 弦楽四重奏曲 第3番 ニ長調 作品70（1911年）
- フルートと弦楽四重奏のための《夜曲とスケルツォ》（作品番号なし、1918～1922年）
- フルート、チェロ、ハープのための《黄昏時にAt Dusk 》
- ヴァイオリン・ソナタ ニ短調 作品20（1889年）
- ヴァイオリンとピアノのための3つの性格的小品 作品9（1885年）
- ヴァイオリンとピアノのための《メロディ ト長調》作品44（1899年）
- ヴァイオリンとピアノのための《バラード ヘ短調》作品69（1910年）
- ヴァイオリンとピアノのための《伝説曲》作品76（1915年ごろ？）

### ピアノ曲
- 組曲 第1番　作品15（1886年）
- 3つの小品（左手のための練習曲）作品37（1897年）
- オマル・カイヤームの「ルバイヤート」による6つの性格的小品 作品41（1899年）
- セレナード　ヘ長調 作品45（1900年～）
- 影絵 作品73（1913年）

### 合唱曲
- 男声合唱と管弦楽のための《ハイアワサの告別》
- 男声合唱と管弦楽のための《明星の廃墟》
- 男声合唱と管弦楽のための《武装せる骸骨》